# Генріх Кляйн
Генріх Кляйн (нім. Heinrich Klein; 10 липня 1881, Відень — 4 грудня 1953, Відень) — австро-угорський, австрійський і німецький офіцер, генерал-майор запасу вермахту.

## Біографія
Син торговця Теодора Рудольфа Кляйна і його дружини Анни Крістіани, уродженої Пецет. Учасник Першої світової війни, після завершення якої продовжив службу в австрійській армії. З 1931 року — співробітник президентського бюро Федерального міністерства оборони. В 1933 році вийшов у відставку.
В 1938 році брав участь в ліквідації Федерального міністерства оборони, в тому ж році почав працювати в архіві 17-го військового округу. В 1939 році переданий в розпорядження вермахту. В грудні 1940 року переведений в архів сухопутних військ. В 1946 році вийшов на пенсію.

## Звання
- Титулярний генерал-майор (1933)
- Оберст до розпорядження (1939)
- Генерал-майор запасу (1940)

## Нагороди
- Ювілейний хрест
- Пам'ятний хрест 1912/13
- Медаль «За військові заслуги» (Австро-Угорщина)
  - бронзова з мечами
  - срібна
- Хрест «За військові заслуги» (Австро-Угорщина) 3-го класу з військовою відзнакою і мечами (нагороджений двічі)
- Почесний знак Австрійського Червоного Хреста 2-го класу з військовою відзнакою
- Військовий Хрест Карла
- Залізний хрест 2-го класу
- Медаль «За поранення» (Австро-Угорщина) з однією смугою
- Пам'ятна військова медаль (Австрія) з мечами
- Почесний хрест ветерана війни з мечами
- Медаль «За вислугу років у Вермахті» 4-го, 3-го, 2-го і 1-го класу (25 років)
- Нагрудний знак «За поранення» в чорному